# 維爾利亞
50°20′28″N 27°42′3″E / 50.34111°N 27.70083°E
維爾利亞（烏克蘭語：Вірля），是烏克蘭北部的村莊，隸屬日托米爾州的茲維亞赫爾區。該村始建於1891年，面積15.52平方公里，海拔高度215米，2001年人口747。